# Anemia megaloblástica
Anemia megaloblástica (do grego haima sangue, megalo- grande, -blastos célula imatura) é uma doença sanguínea caracterizada por grandes glóbulos vermelhos, imaturos e disfuncionais (megaloblastos). É uma anemia macrocítica (VCM>100). Frequentemente devido à deficiência de vitamina B12 e/ou deficiência de ácido fólico (também chamada de hipovitaminose de folato ou vitamina B9).
Quando não causada pela falta de vitaminas (hipovitaminose), a anemia megaloblástica pode ser causada por fármacos que interferem diretamente na produção de DNA, como alguns agentes quimioterápicos ou antibióticos (por exemplo, azatioprina ou trimetoprim).

## Causas
Resulta da inibição da síntese de DNA na produção de glóbulos vermelhos. Frequentemente ocorre devido à deficiência de vitamina B12 e/ou deficiência de ácido fólico. A deficiência de vitamina B12 por si só não causa a síndrome na presença de ácido fólico suficiente, o mecanismo é a perda de reciclagem dependente da vitamina, seguida pela deficiência de folato e perda na síntese de ácidos nucleicos, levando a defeitos na síntese de DNA.
Existem muitas possíveis causas:
- Deficiência de vitamina B12
  - Acloridria induzida por má-absorção
  - Ingestão deficiente de vitamina B12: dieta sem carne, ovos, laticínios e sem suplementos podem desenvolver esta anemia.
  - Deficiência de fator intrínseco (anemia perniciosa ou gastrectomia)
  - Concorrência biológicos para B12 por diverticulose, fístula, anastomose intestinal, e a infecção pelo parasita marinhoDiphyllobothrium latum (tênia do peixe)
  - Má absorção da vitamina B12 seletiva (congênitas ou induzida por drogas)
  - Pancreatite crônica
  - Ressecção ileal e derivação
  - Anestesia do óxido nitroso (geralmente requer instâncias repetidas).
- Deficiência de ácido fólico (folato):
  - Alcoolismo
  - Ingestão insuficiente de ácido fólico: o folato é encontrado em vegetais verdes, muitas frutas, feijão, nozes, fígado e rim.
  - Aumento das necessidades: gravidez, criança, rápida proliferação celular e cirrose
  - Má absorção (congênitas e induzida por drogas)
  - Cirurgia intestinal e jejunal
  - Deficiência de tiamina e os factores (enzimas) responsáveis pelo metabolismo do ácido fólico.
- Deficiência combinada de vitamina B12 e ácido fólico: (esprue tropical)
- Distúrbios genéticos na síntese de pirimidina: Orótico Acidúria
- Distúrbios genéticos na síntese de DNA
- Inibição da síntese de DNA por toxinas ou drogas:
  - Antagonistas do Ácido fólico: metotrexato
  - Antagonistas da síntese de Purina: 6-mercaptopurina
  - Antagonistas da Pirimidina: citosina-arabinosídeo
  - Fenitoína
- Eritroleucemia

## Sinais e sintomas
Os possíveis sintomas de anemia incluem:
- Perda de apetite e de peso;
- Fraqueza e cansaço;
- Coração acelerado (taquicardia);
- Dores abdominais, enjoos e diarreia;
- Alterações da pele e cabelo;
- Boca e língua sensíveis;
- Dormência nos dedos (parestesia).

A deficiência dessas vitaminas durante a gravidez pode levar ao parto prematuro e/ou à malformação do feto. Nas crianças, o crescimento pode ser prejudicado e a puberdade atrasada.

## Diagnóstico
Possíveis resultados de um hemograma:
- Diminuição do número de hemácias e contagem do nível de hemoglobina
- Aumento do volume corpuscular médio (VCM > 95 fl) e hemoglobina corpuscular média (CHM)
- Concentração de hemoglobina corpuscular média normal (CHCM, 32-36 g / dL)
- A contagem de reticulócitos é diminuída devido à destruição do frágil e anormal - precursor eritróide megaloblástico.
- Os eritroblastos não conseguem se proliferar de forma suficientemente rápida para formar o número norma de hemácias, o que leva a queda do nível de reticulócito.
- A contagem de plaquetas pode estar diminuída.
- Neutrófiloss podem mostrar hipersegmentação no núcleo ("neutrófilos senil"). Isto é provavelmente devido à diminuição da produção e uma vida útil prolongada compensatórias para neutrófilos circulantes, números que aumentam os segmentos do nuclear com a idade.
- Anisocitose (variação de tamanho aumentado RBC) e poiquilocitose (hemácias em forma anormal) presentes.
- Macrocitose (hemácia maior que o normal) presente.
- Ovalocitose (hemácia oval) pesente.
- Possível presença dos corpúsculos de Howell-Jolly (remanescente cromossómicas).
- Medula Óssea: importante hiperplasia eritroide, isto é, aumento dos precursores das hemácias (eritroblastos). Assincronia núcleo-citoplasmática: núcleo desproporcionalmente imaturo, com cromatina frouxa, em relação ao citoplasma. Precursores dos granulócitos de tamanho aumentado, principalmente metamielócitos gigantes. Estoque de ferro na medula apresenta-se aumentado.

Dosagens bioquímicas:
- Dosagens de níveis séricos de Folato e Vitamina B12
- Dosagem de Ferro: elevado
- Dosagem de DHL: elevado

## Tratamentos
O tratamento vai depender da causa, mas geralmente envolvem mudanças na dieta, suplementos e injeções para reduzir a falta de nutrientes. Se o problema é má absorção deve-se tratar sua causa. Se o problema é um fármaco deve-se trocar a medicação ou usar suplementos durante seu uso.

### Vitamina B12
Um baixo nível no sangue de B12 normalmente pode ser tratada com injeções, suplementação, dieta ou estilo de vida ou de aconselhamento, mas ela não é um diagnóstico. Hipovitaminose B12 pode ser resultado de uma série de motivos além da dieta, como por exemplo por problemas na absorção por falta do fator intrínseco gástrico. Nesse caso um exame de urina pode indicar altos níveis de B12 não absorvidos. Para vegans, a B12 pode ser encontrada em cereais fortificados e diversos suplementos.
A medição do ácido metilmalônico pode fornecer um método indireto para diferenciar parcialmente B12 e ácido fólico. O nível de ácido metilmalônico não é elevado na deficiência de ácido fólico. A medição directa no sangue da cobalamina continua a ser recomendado, pois o teste de ácido metilmalônico elevado não é específico o suficiente. Vitamina B12 é necessária para a formação da enzima mutase metilmalonil-coenzima A. Deficiência de B12 é apenas uma entre as condições que podem levar à disfunção desta enzima e um acúmulo de seu substrato, ácido metilmalônico, pode ser detectado na urina e sangue.

### Ácido fólico
Inicialmente pode ser tratada com injeções de suplemento, na dieta cotidiana pode ser encontrado na laranja, amendoim, verduras, lentilha e aspargos.